# 1-penteen
1-penteen is een koolwaterstof die behoort tot de alkenen, met als brutoformule C5H10. De stof komt voor als een kleurloze vloeistof, die onoplosbaar is in water. 1-penteen is zeer licht ontvlambaar.

## Isomerie
Van 1-penteen bestaan verscheidene structuurisomeren:
- 2-penteen
- 2-methyl-1-buteen
- 2-methyl-2-buteen (isopenteen)
- 3-methyl-1-buteen

Van 2-penteen bestaan een cis- en trans-isomeer. Daarnaast bestaan er enkele vertakte isomeren.